# Oxford Union
La Oxford Union Society, spesso abbreviata Oxford Union, è un'associazione studentesca fondata a Oxford, in Inghilterra. Principale società dell'Università di Oxford, la Oxford Union è una delle più antiche associazioni universitarie britanniche nonché una delle più prestigiose del mondo. Venne fondata nel 1823 allo scopo di "mantenere i principi fondamentali legati alla libertà di parola ed al dibattito" La Oxford Union è indipendente dall'università e non va confusa con la Oxford University Student Union.